# Червонослобідська сільська рада (Черкаський район)
Черво́нослобідська́ сільська́ ра́да — адміністративно-територіальна одиниця та орган місцевого самоврядування в Черкаському районі Черкаської області. Адміністративний центр — село Червона Слобода.

## Загальні відомості
- Населення ради: 9 501 особа (станом на 2001 рік)

## Історія
На початку 1960 року сільські ради сіл Змагайлівки і Червоної Слободи були об'єднані в одну сільську раду. Згідно з Указом Президії Верховної Ради УРСР в 1962 році за об'єднаним селом залишено назву Червона Слобода. Головою виконкому новоутвореної сільської ради депутатів трудящих залишено голову колишньої Червонослобідської сільради Андрія Андрійовича Ведулу.

## Населені пункти
Сільській раді підпорядковані населені пункти:
- с. Червона Слобода

## Склад ради
Рада складається з 31 депутата та голови.

### Керівний склад попередніх скликань
| Прізвище, ім'я, по батькові   | Основні відомості                                                                               | Дата обрання | Дата звільнення |
| ----------------------------- | ----------------------------------------------------------------------------------------------- | ------------ | --------------- |
| Стеблина Дмитро Лаврентійович | Сільський голова                                                                                | 1923         |                 |
| Ведула Андрій Андрійович      | Сільський голова                                                                                | (1962)       |                 |
| Любота Микола Ілліч           | Сільський голова                                                                                |              |                 |
| Жеребець Галина Степанівна    | Сільський голова                                                                                |              |                 |
| Василина Фаїна Андріївна      | Сільський голова                                                                                |              |                 |
| Буряк Валентина Клементіївна  | Сільський голова                                                                                |              |                 |
| Суходоленко Іван Іванович     | Сільський голова                                                                                |              |                 |
| Рудич Василь Дмитрович        | Сільський голова, 1948 року народження, освіта вища                                             | 26.06.1994   | 02.01.2001      |
| Котко Микола Васильович       | Сільський голова, 1957 року народження                                                          | 15.04.1998   | 11.03.2005      |
| Крутінь Іван Іванович         | Сільський голова, 1964 року народження, член Української Народної Партії                        | 26.03.2006   | 31.10.2010      |
| Котко Микола Васильович       | Сільський голова, 1957 року народження, освіта вища, член Української Народної Партії           | 31.10.2010   | 25.10.2015      |
| Михайленко Зінаїда Миколаївна | Сільський голова, 1955 року народження, освіта середня спеціальна, член партії ВО «Батьківщина» | 26.10.2015   |                 |

Примітка: таблиця складена за даними сайту Верховної Ради України

### Депутати
За результатами місцевих виборів 2010 року депутатами ради стали:

#### За суб'єктами висування
| Суб'єкт висування                | Кількість обраних депутатів | %    |
| -------------------------------- | --------------------------- | ---- |
| Самовисування                    | 24                          | 77,4 |
| Партія регіонів                  | 6                           | 19,4 |
| Політична партія «Нова політика» | 1                           | 3,2  |

#### За округами
| № округу                         | Прізвище, ім'я, по батькові     | Дата визнання обраним | Освіта             | Партійна приналежність                        | Відомості про обраного депутата                                                          |
| -------------------------------- | ------------------------------- | --------------------- | ------------------ | --------------------------------------------- | ---------------------------------------------------------------------------------------- |
| Партія регіонів                  |                                 |                       |                    |                                               |                                                                                          |
| 12                               | Зеленчук Людмила Григорівна     | 03.11.2010            | вища               | член Партії регіонів                          | Черкаська ЦРЛ, лікар                                                                     |
| 14                               | Антошко Віра Іванівна           | 03.11.2010            | середня спеціальна | член Партії регіонів                          | Черкаська ЦРЛ, регістратор                                                               |
| 21                               | Шендрик Зінаїда Петрівна        | 03.11.2010            | середня спеціальна | член Партії регіонів                          | Черкаська районна СЕС, лабо-рант                                                         |
| 22                               | Швиденко Тетяна Володимирівна   | 03.11.2010            | вища               | член Партії регіонів                          | Черкаська ЦРЛ, лабо-рант                                                                 |
| 24                               | Білик Тетяна Анатоліївна        | 03.11.2010            | вища               | член Партії регіонів                          | ДНЗ"Дніпря-ночка", вихова-тель                                                           |
| 26                               | Кузуб Анатолій Петрович         | 03.11.2010            | вища               | член Партії регіонів                          | ТОВ «Черкаська продовольча компанія», заступ-ник дирек-тора                              |
| Політична партія «Нова політика» |                                 |                       |                    |                                               |                                                                                          |
| 13                               | Руденко Оксана Володимирівна    | 03.11.2010            | вища               | член Політичної партії «Нова політика»        | М.Черкаси Соснівський РАЦС, голов-ний спеціаліст                                         |
| Самовисування                    |                                 |                       |                    |                                               |                                                                                          |
| 1                                | Красюк Віктор Миколайович       | 14.11.2010            | середня спеціальна | член Всеукраїнського об'єднання «Батьківщина» | тимчасово не працює                                                                      |
| 2                                | Надточій Михайло Валерійович    | 03.11.2010            | вища               | позапартійний                                 | Червоносло-бідська сільська рада, юрист                                                  |
| 3                                | Никитюк Світлана Миколаївна     | 03.11.2010            | вища               | позапартійна                                  | Червонослобідська загальноосвітня школа № 1, вчитель                                     |
| 4                                | Гаркуша Катерина Олексіївна     | 03.11.2010            | вища               | член Української Народної Партії              | Червонослобідська загальноосвітня школа № 1, вчитель                                     |
| 5                                | Жупинас Тетяна Василівна        | 03.11.2010            | вища               | позапартійна                                  | приватний підприємець                                                                    |
| 6                                | Запрягайло Сергій Володимирович | 03.11.2010            | середня спеціальна | позапартійний                                 | приватний підприємець, директор                                                          |
| 7                                | Дубовик Юлія Андріївна          | 03.11.2010            | вища               | позапартійна                                  | Червонослобідська сільська рада, дирек-тор сільсь-кого центру для сім'ї, дітей та молоді |
| 8                                | Прядко Валентина Іванівна       | 03.11.2010            | середня спеціальна | позапартійна                                  | приватний підприємець, продавець                                                         |
| 9                                | Павленко Тетяна Василівна       | 03.11.2010            | вища               | член Української Народної Партії              | Червонослобідська загальноосвітня школа № 1, вчитель                                     |
| 10                               | Ширінський Олександр Петрович   | 03.11.2010            | середня спеціальна | член Партії регіонів                          | Черкаська ЦРЛ, фельдшер                                                                  |
| 11                               | Поліщук Олег Петрович           | 03.11.2010            | вища               | позапартійний                                 | БОЕКП"Агро-екологія", дирек-тор                                                          |
| 15                               | Давиденко Василь Володимирович  | 03.11.2010            | середня спеціальна | позапартійний                                 | Черкаське міжрегіональне управління водного господарства, охоро-нець                     |
| 16                               | Гузь Віталій Васильович         | 03.11.2010            | середня            | позапартійний                                 | приватний підприємець, дизайнер                                                          |
| 17                               | Ковтун Оксана Анатоліївна       | 03.11.2010            | вища               | позапартійна                                  | Червонослобідська сільська рада, секре-тар                                               |
| 18                               | Зінов'єв Сергій Олександрович   | 03.11.2010            | вища               | позапартійний                                 | УМВС України в Черкаській області, оперуповноважений                                     |
| 19                               | Цюра Віра Михайлівна            | 03.11.2010            | вища               | позапартійна                                  | ДНЗ"Дніпря-ночка", вчитель музики                                                        |
| 20                               | Батир Василь Романович          | 03.11.2010            | середня спеціальна | позапартійний                                 | пенсіонер                                                                                |
| 23                               | Сидоренко Сергій Миколайович    | 03.11.2010            | середня            | член Української Народної Партії              | пенсіонер                                                                                |
| 25                               | Білоног Марія Яківна            | 03.11.2010            | вища               | позапартійна                                  | Червонослобідська загальноосвітня школа № 2, вчитель                                     |
| 27                               | Любота Анатолій Михайлович      | 14.11.2010            | середня            | позапартійний                                 | ВО «Черкасиводуд», водій                                                                 |
| 28                               | Бузько Микола Федорович         | 03.11.2010            | середня спеціальна | позапартійний                                 | «Черкасиводоканал», маши-ніст                                                            |
| 29                               | Поліщук Галина Федорівна        | 03.11.2010            | вища               | позапартійна                                  | приватний підприємець, директор                                                          |
| 30                               | Дубівка Людмила Володимирівна   | 03.11.2010            | середня спеціальна | позапартійна                                  | пенсіонер                                                                                |
| 31                               | Дядюра Людмила Дмитрівна        | 03.11.2010            | середня спеціальна | позапартійна                                  | ТОВ «Світ ласощів», майстер                                                              |